# Catedral de Santa Elena (Bolívar)
La Catedral de Santa Elena o Catedral de Santa Elena de Uairén es el nombre que recibe un edificio religioso que pertenece a la Iglesia Católica y se encuentra ubicado en la localidad de Santa Elena de Uairén, en el Municipio Gran Sabana, estado Bolívar en el extremo sureste del país sudamericano de Venezuela, cerca de la frontera con Brasil.
Como su nombre lo indica fue dedicado a Santa Elena. Sigue el rito romano o latino y es la sede del vicariato apostólico de Caroní (Vicariatus Apostolicus Caronensis) que fue creado el 4 de marzo de 1922 por decisión del Papa Pío XI mediante la bula Quoties Romani. 
Su origen se remonta a principios de la década de los años 1950 cuando los capuchinos promovieron su construcción con piedras traídas de los alrededores de la ciudad. Se trata no solo de un lugar de importancia religiosa, sino también turística pues constituye uno de los lugares más visitados de esa localidad, debido a su historia y detalles de su arquitectura.